# Gabriel Alanís
Gabriel Alanís (Córdoba; 16 de marzo de 1994) es un futbolista argentino. Juega de mediocampista o lateral y su actual equipo es Huracán, de la Primera División de Argentina.

## Trayectoria

### Belgrano
Surgido de las divisiones formativas de Belgrano. Hizo su debut oficial el 4 de agosto de 2014 en un 2-2 ante Banfield por la fecha 10 del Campeonato de Primera División 2014 ingresando a los 30 minutos del segundo tiempo. Ese torneo y el posterior Gabriel consigue consideración en el primer equipo y juega más de 20 partidos.

### Arsenal
Es cedido a préstamo por un año y sin opción de compra al club Arsenal de Sarandí que se jugaba la permanencia en el torneo 2017/18. Anota su primer gol ante Patronato por la fecha 22, luego de una gran jugada individual. Sergio Rondina era el entrenador de Arsenal, que, con muchos juveniles finaliza penúltimo en el torneo y desciende.

### Belgrano
A mediados de 2018 regresa del préstamo y se queda en Belgrano. Luego de jugar poco y no ser tenido en cuenta por ningún DT que pasó por el club hasta 2019, firmó por Godoy Cruz.

### Godoy Cruz
Belgrano vendió el 70 % del futbolista en 350 mil dólares. En el Tomba ganó continuidad con el paso del tiempo, pero no se pudo acoplar definitivamente en el primer equipo. Por lo tanto, y al no ser tenido en cuenta, fue cedido a préstamo a Sarmiento de Junín.

### Sarmiento (J)
Fichó a préstamo por el club juninense por pedido del entrenador Mario Sciacqua, quien ya lo había dirigido en su paso por Godoy Cruz. En su primera temporada en primera fue una pieza titular e importante para el equipo, y del cual se destacó su gol a Boca Juniors.

## Clubes
| Club               | País      | Período   | PJ | Goles |
| ------------------ | --------- | --------- | -- | ----- |
| Belgrano           | Argentina | 2014-2017 | 26 | 0     |
| Arsenal            | Argentina | 2018      | 14 | 1     |
| Belgrano           | Argentina | 2018-2019 | 13 | 0     |
| Godoy Cruz         | Argentina | 2019-2021 | 18 | 0     |
| Sarmiento          | Argentina | 2021      | 40 | 5     |
| Defensa y Justicia | Argentina | 2022-2024 | 38 | 3     |
| Huracán            | Argentina | 2025-     |    |       |

|  |